# David Černý
David Černý (ur. 15 grudnia 1967 w Pradze) – czeski rzeźbiarz
Jest m.in. autorem postaci dzieci wspinających się na żiżkovską Wieżę Telewizyjną oraz rzeźby świętego Wacława (patrona Czech) siedzącego na martwym, odwróconym koniu w praskiej Lucernie, co stanowi bezpośrednią parodię najsłynniejszego praskiego pomnika autorstwa Josefa Václava Myslbeka, znajdującego się na Placu Wacława.
W roku 2000 otrzymał najważniejszą w Czechach nagrodę w dziedzinie sztuk plastycznych – Nagrodę Chalupeckiego.

## Rzeźby

### Praga
- Koń - Pałac Lucerna, Plac Wacława 38 lub Štěpanska 6,
- Nogotyłki - Galeria Futura, Holečkova 49,
- Sikający - Cihelná 2b,
- Niemowlęta - wieża telewizyjna Žižkov oraz nad Wełtawą na wyspie Kampa,
- Wisielec - Husova,
- Trabant - tył ambasady niemieckiej, Pałac Lobkoviców, Vlašská 19,
- Mięso - Ke Sklárně 15,
- Czołg - Muzeum Wojskowe,

### Liberec
- Uczta olbrzymów – Sokolská[2],

### Poznań
- Golem - Aleje Marcinkowskiego,

### Ruchome
- Syn Boży - model do sklejania,
- Saddam Hussein Shark[3].
- Entropa

## Galeria zdjęć

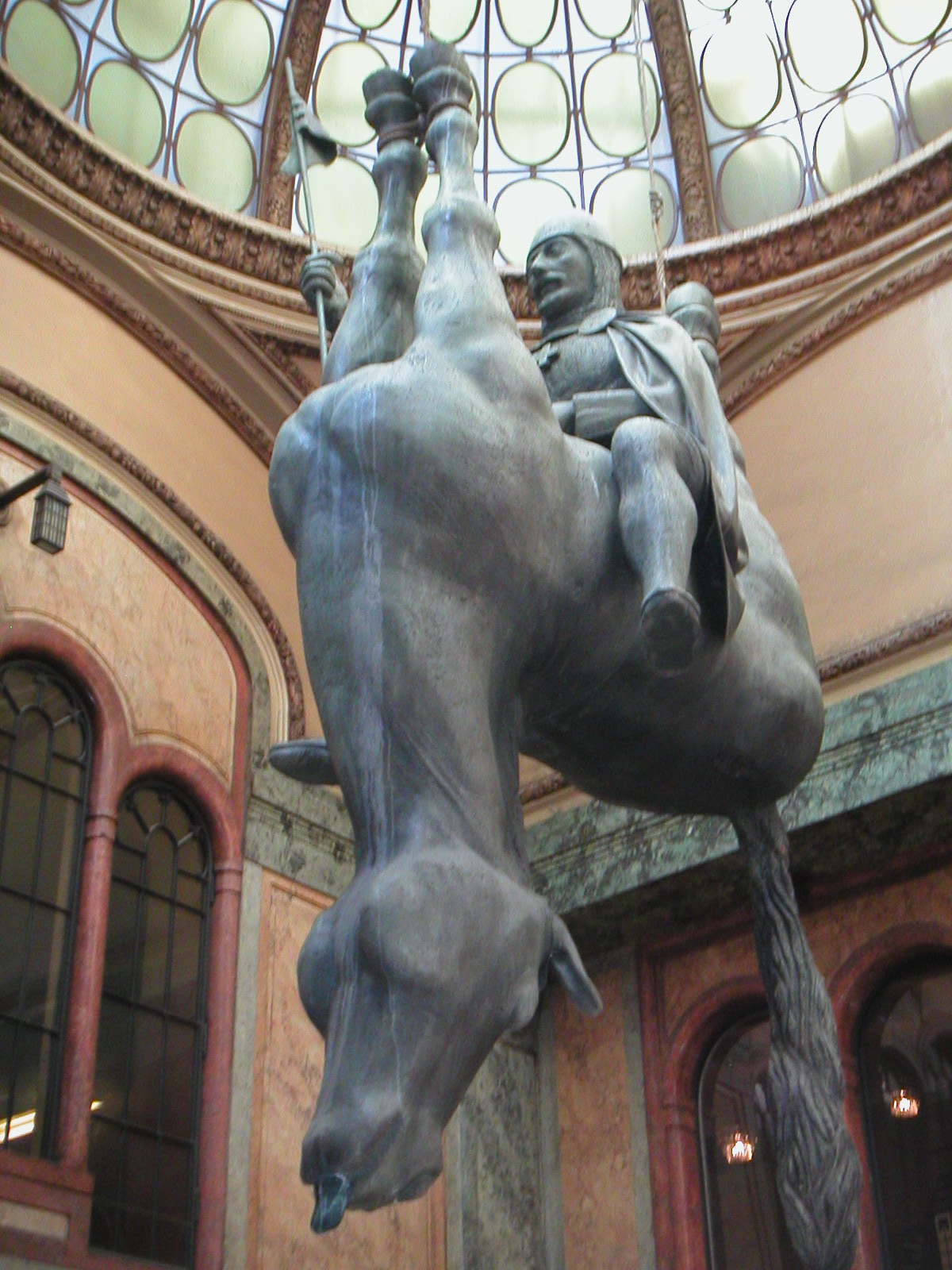
Koń w Pałacu Lucerna.
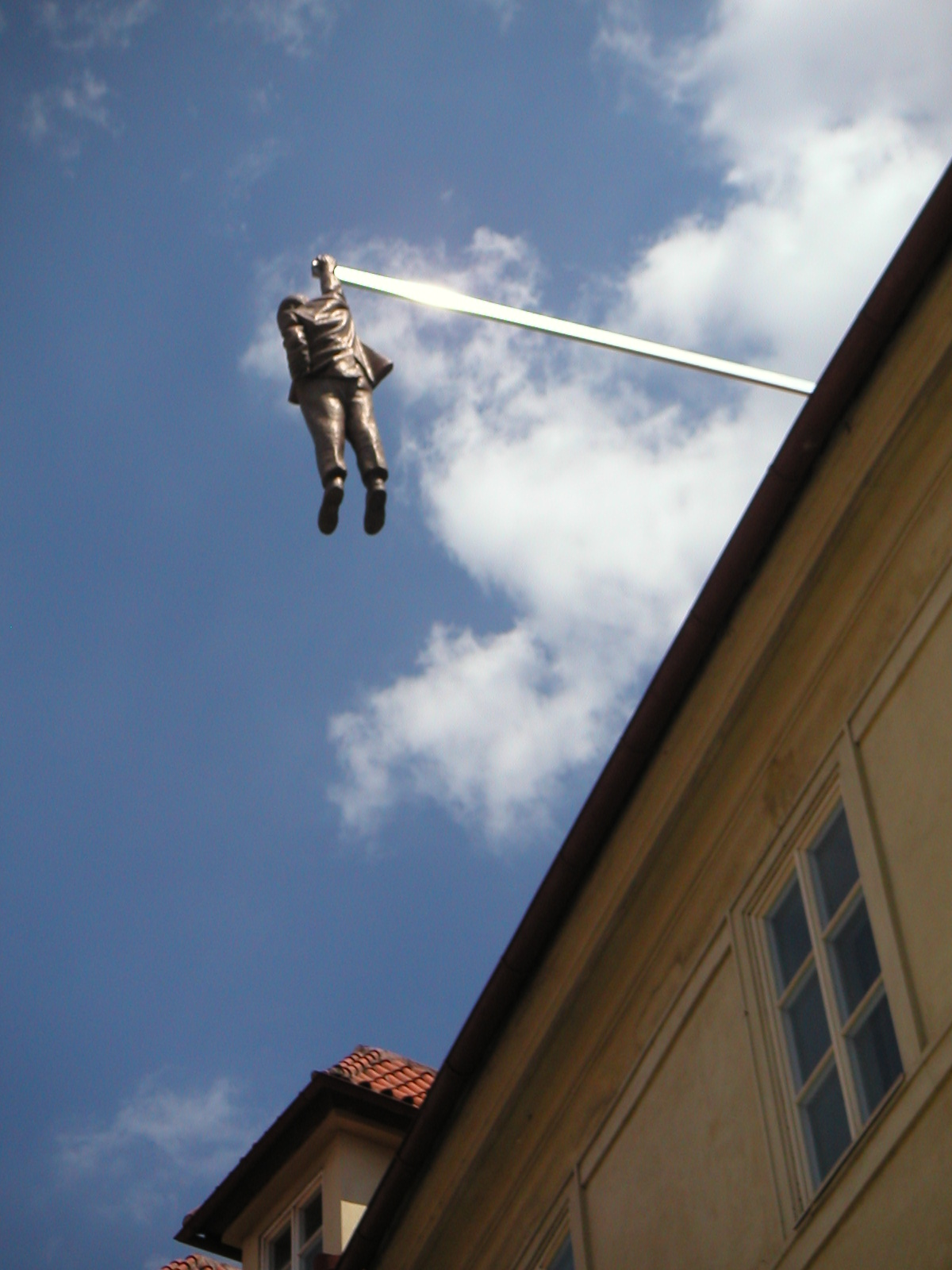
Rzeźba Z. Freuda wiszącego za jedną rękę
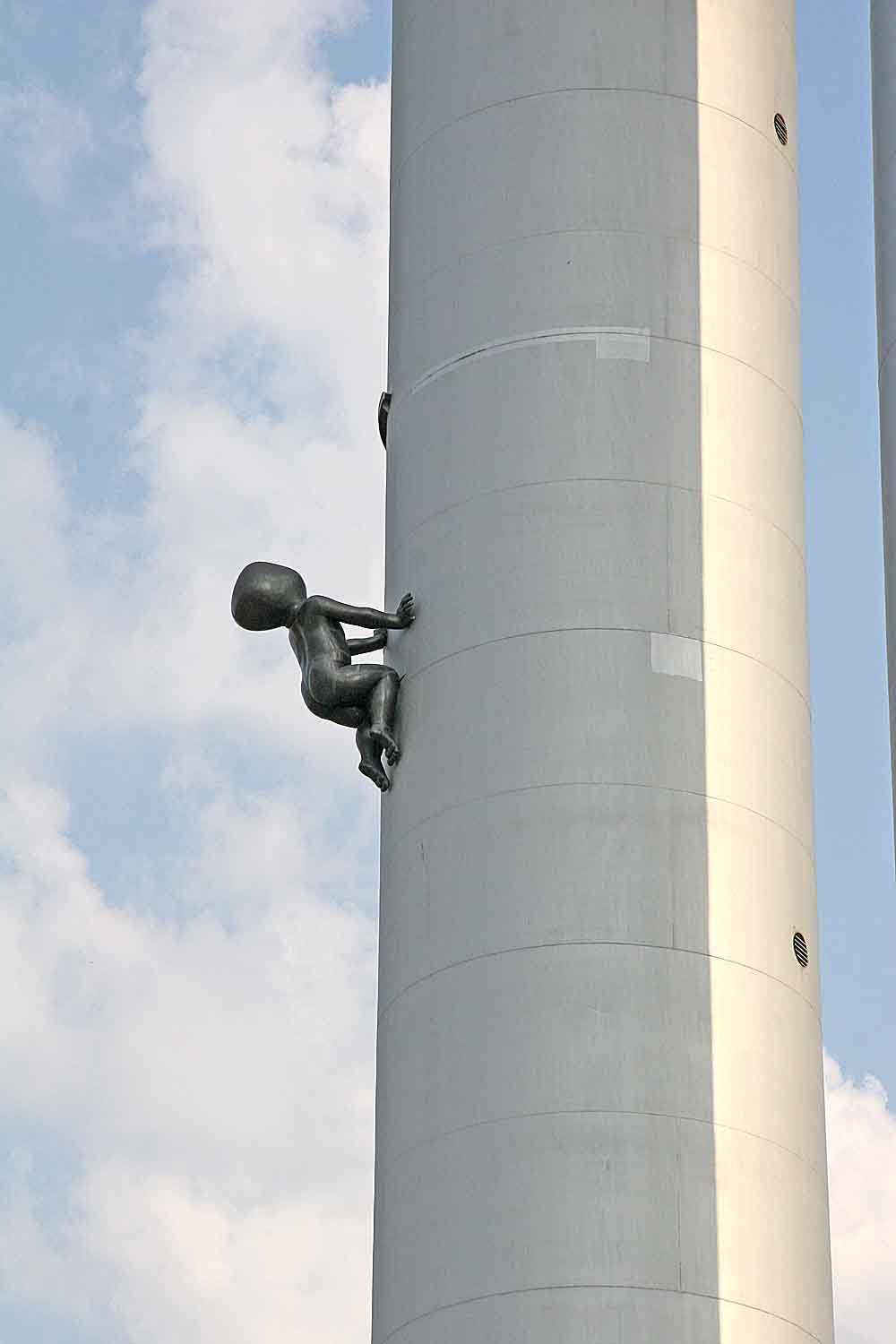
Rzeźba dziecka wspinającego się na wieżę telewizyjną
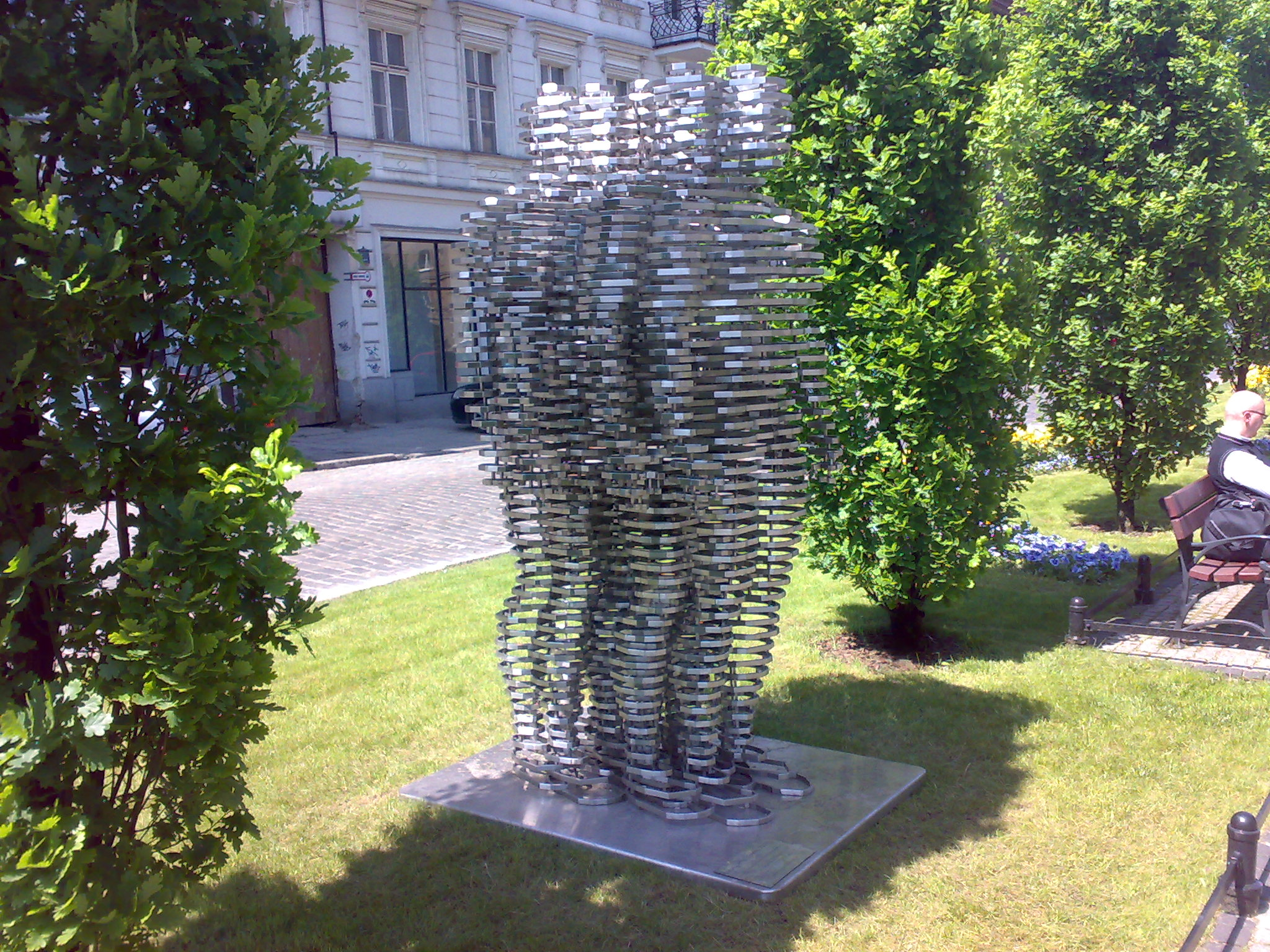
Pomnik Golema w Poznaniu
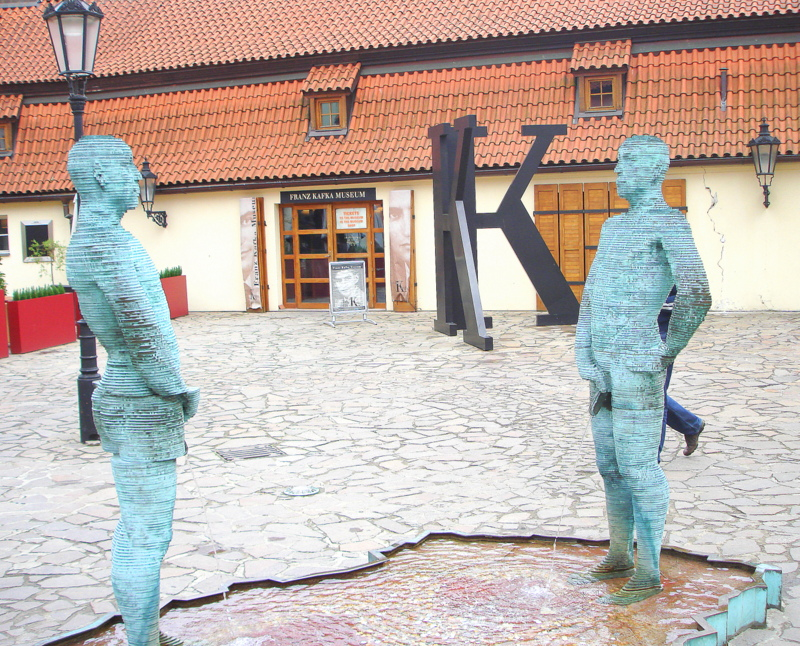
Sikający, Praga, (Malá Strana) przy ul. Cihelní 2b, obok Muzeum Franza Kafki
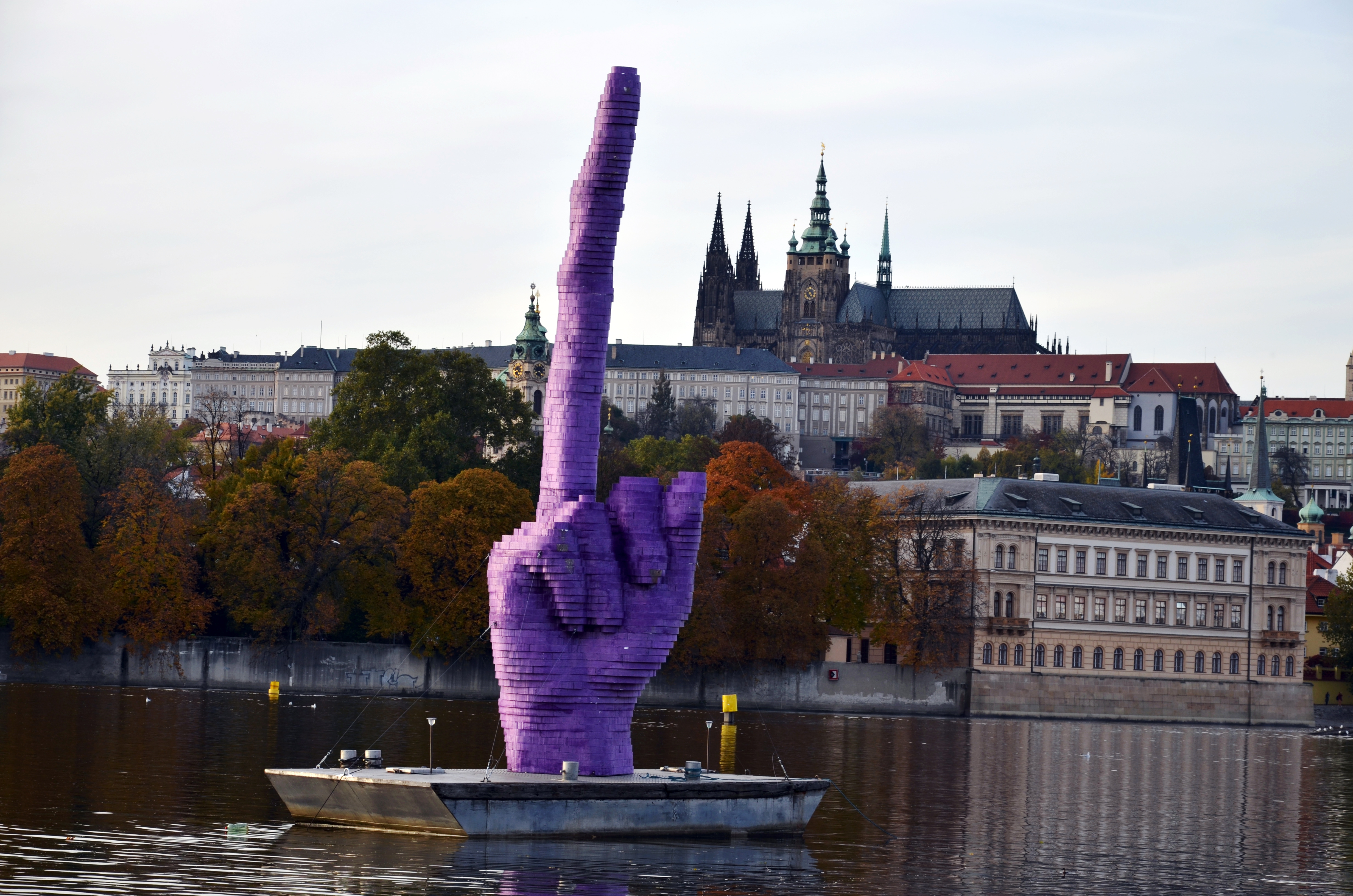
Gesture, David Černý, 21.10.2013, Praha
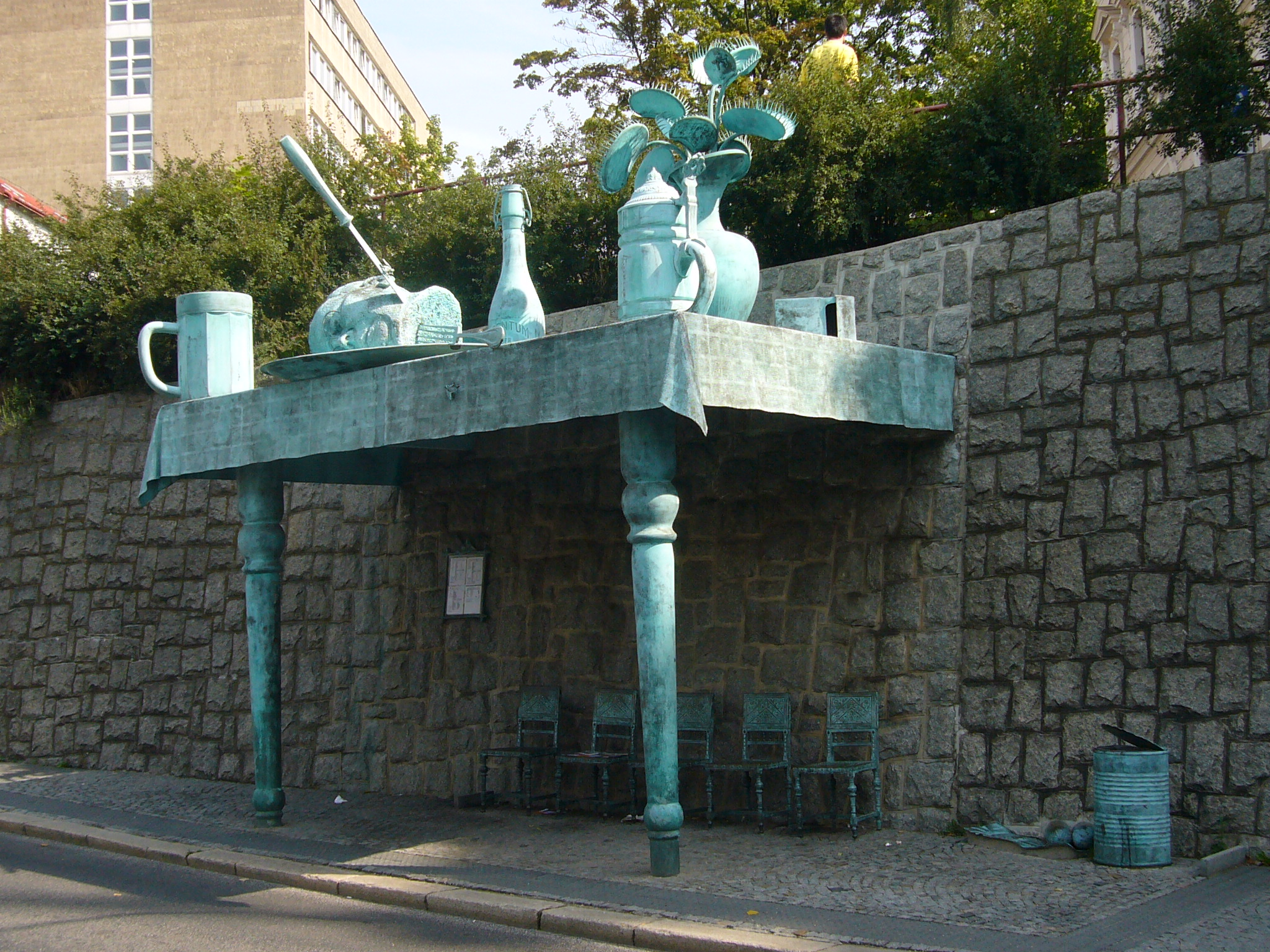
Uczta olbrzymów w Libercu